# 白馬の伝説
この記事では白馬の伝説について記述する。

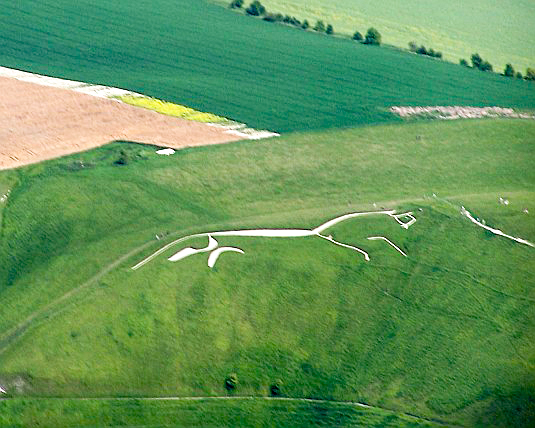
イングランドのヒルフィギュア「アフィントンの白馬」

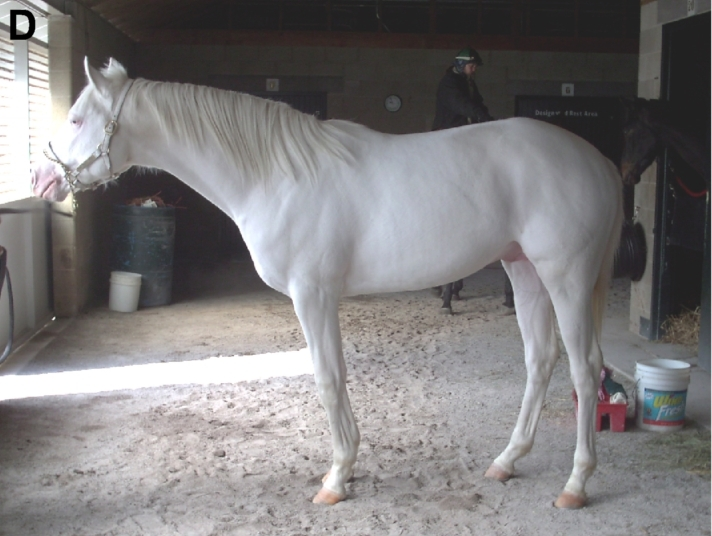
白毛の馬

白馬は（他の馬の色より稀であるその色から）世界中のさまざまな文化の神話において特別な意義をもっている。
伝承・神話においてはしばしば英雄たちが操る太陽の戦車、多産（雌馬との番で表現される）、世界の終わりにおける救世主などと関連付けられるが、その他の伝承・神話も数多く存在する。
この記事ではさまざまな宗教及び、文化の伝承を記述するにおいて、完全な白毛の馬だけではなく、白毛で覆われた葦毛の馬も白馬として扱う。

## 神話における記述
太古より、白馬は翼を持ち世界を渡ることが出来たり（ギリシア神話のペガサス）、角を持つなど（ユニコーン）通常とは異なる性質を持つものとして神話化されていた。伝説的な例としては、七つの頭をもつウッチャイヒシュラヴァス八本の脚を持つスレイプニルなどが相当する。これらは時に群れや一頭で表現される。これらの白馬は、危険への警告である占いや予言でもあった。
白馬はその稀さあるいは特徴的なシンボルから、儀礼的な役割や敵対勢力を征服する場面において、英雄や神の姿の象徴とされた。ヘロドトスはアケメネス朝の宮廷においてクセルクセス1世に神聖な動物とみなすべきだと報告した。他の伝承においては、その逆に神への生贄として捧げられるともされている。
さらに他の伝承によると、白馬は守護聖人や世界の終わりにおける救世主（ヒンドゥー教の終末論、キリスト教の終末論、イスラム教の終末論など)を運ぶとされ、太陽または、太陽の戦車（オセチア）などと関連付けられる。
いくつかの神話物語は初期から信じられてきたが、空想的や比喩的なものともされ、これらはいまでも続く伝統の原点として見ることが出来る。

## 神話と伝承

### ケルト
ケルト神話では、マビノギオンに収集されている伝説において、リアンノンがペールホワイトの馬に乗る姿が伝えられる。彼女はケルト神話、ローマ神話における馬などの女神であるエポナと結び付けられており、初期のインド・ヨーロッパ語族の文化においての馬の神聖視の例ともされる。

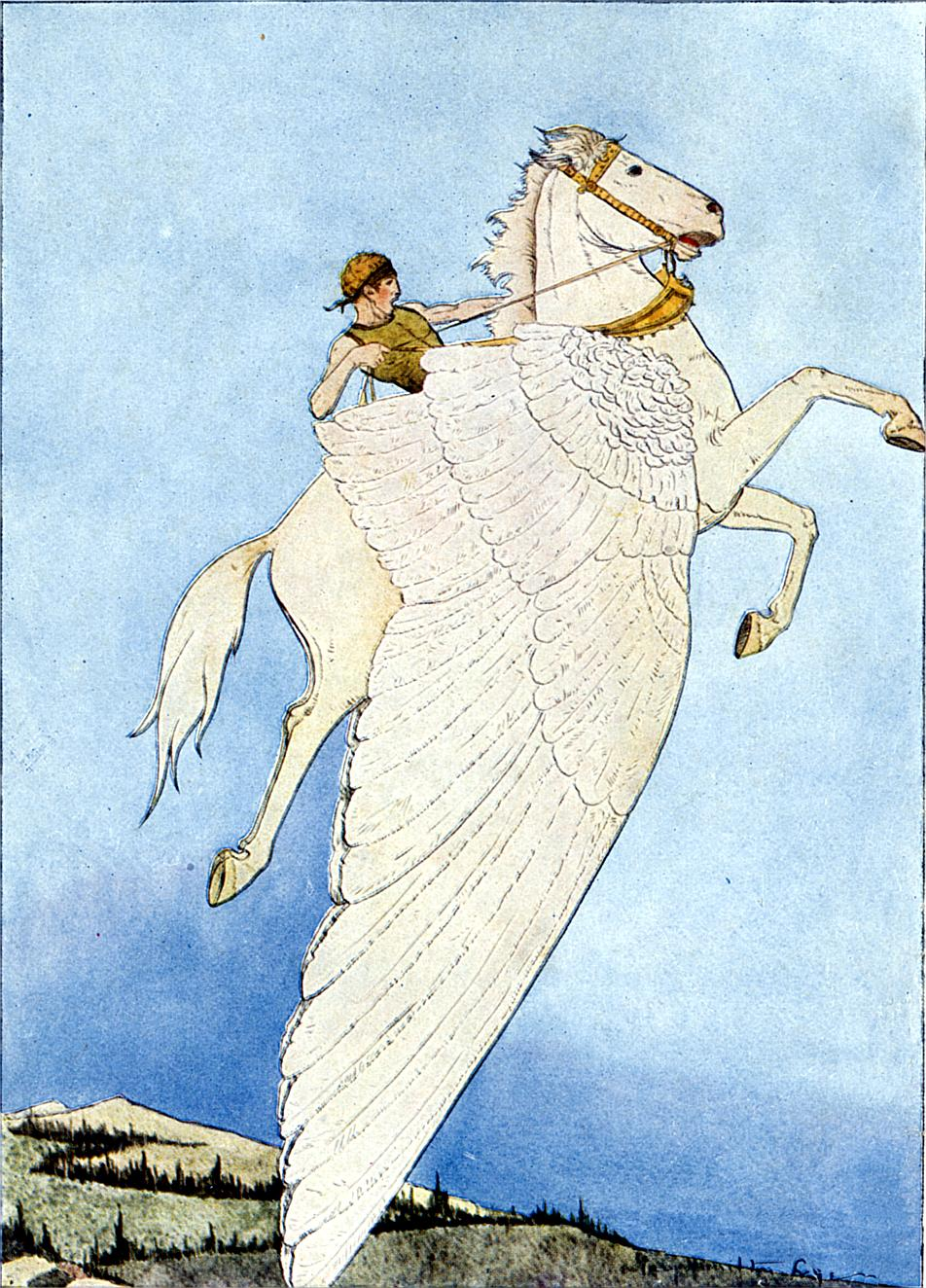
ペガサスに乗ったベレロポーン

白馬はイングランドのヒルフィギュアにおいて、もっとも典型的な形である。これらの多くは現在にも残されており、「アフィントンの白馬」は少なくとも青銅器文明の頃まで遡ることができる。
スコットランドのフォークロアでは、ケルピーまたはアハ・イシュケ(en:Each-uisge)が知られる。この恐ろしい怪物は馬の形をした水に潜む悪魔で、時に白馬として記述されるが、いくつかの物語では黒ともされる。

### ギリシア
ギリシア神話では、白い羽が生えた馬であるペガサスがポセイドンとゴルゴーンのメドゥーサの息子として伝えられていた。ポセイドンは馬を創造したともされており、その際、崩れる波の姿から美しい陸上動物を作り出そうとしたとされた。

### 北欧

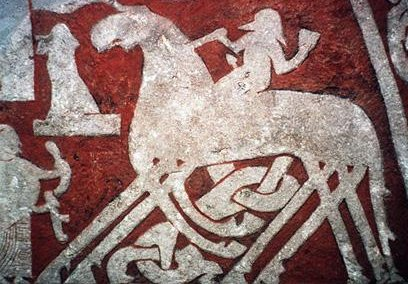
オーディンとスレイプニル

北欧神話では、オーディンの八本脚の馬であるスレイプニルが知られる。"神と人の間で最高の馬"とされ、この馬は葦毛と記述されている。スレイプニルは英雄シグルズの所有した葦毛の馬であるグラニの先祖ともされる。

### スラヴ
スラヴ神話では、戦いと豊穣の神であるスヴェントヴィトが所有した神託の白馬が知られる。歴史家のサクソ・グラマティクスは、神官が白い牡馬を連なった柵まで導き、それぞれの（柵の列の）並びにおいて、左右の脚のどちらを踏んだかで未来を占ったと伝えた。

### フィン・ウゴル
古代のマジャル人は戦いの前に白い牡馬を生贄に捧げたとされる。

### ペルシア
ゾロアスター教では、シリウスを神格化したティシュトリヤの三つの姿のうちの一つに白い牡馬がある。（他の二つは姿は雄牛と若者である。）この神はゾロアスター教の暦において毎月末の10日の間、雨を制御する（降らせる）ための星々の戦いを行う。物語（ヤシュト 8.21-29）において、ティシュトリヤと相対する旱魃の神アパオシャは黒い牡馬の姿で現れると、アヴェスターには記されている。
また、白馬はアナーヒターの戦車を曳くとも言われてる。アナーヒターは水を神格化した女神であり、彼女の4頭の馬は「風」、「雨」、「雲」、「霙（みぞれ）」と名づけられ、水の様々な形を表している（ヤシュト 5.120）。

### ヒンドゥー
インド神話では、白馬は何度も登場する。ヴェーダの馬の生贄（またはアシュヴァメーダ、馬祠祭とも）は豊饒と王権に関連する生贄の儀式で、白馬または葦毛の雄馬が捧げられた。同様の儀式はローマ、ケルト及び、北欧の人々の間でも行われていたと思われるが充分な記録はない。

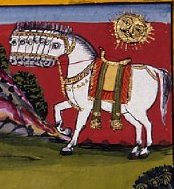
ウッチャイヒシュラヴァス

プラーナでは、重要な出来事であるデーヴァとアスラによる乳海攪拌（天地創造物語の一つ）により、七つの頭を持つ純白の馬であるウッチャイヒシュラヴァスが生まれたとされる。また、「太陽の白馬が出現した」と別に（同様に）記される場合もある。ウッチャイヒシュラヴァスは（神々の王である）インドラが乗ったとされる。インドラについては、白馬を好んだとされるいくつかの伝説があり、 しばしば生贄の馬を盗んで関係者を驚かせたというような物語が、サガラの伝承やプリトゥの伝承に残されている。
また、日光が神格化されたスーリヤの戦車は7頭の馬に曳かれる。これらの馬は全て白か、虹を現す色々で交互であると記述される。
ヴィシュヌのアヴァターラ（化身）であり、知識と知恵の神であるハヤグリーヴァは、人間の体と、鮮やかに白い馬の頭をもち、白い衣で白蓮の上で座る姿で描かれる。また、ヴィシュヌの10番目かつ最後のアヴァターラで世界の終わりの救世主であるカルキは、白馬に乗った姿、または、白馬の姿で現れると予言されている。

### 仏教
カンタカはシッダールタ王子（釈迦）に好まれた王家の白馬。

シッダールタの出家の際、城からアノーマ河の辺まで用いられたとされており、シッダールタと別れたのちに絶食の末に死んで天界に生まれたとも、バラモンの子に生まれ変わった後に仏弟子になったとも伝えられる。

### アブラハムの宗教

#### ユダヤ教
ゼカリヤ書では、2度に渡り馬の色について記述されている。一つ目の節では3色の馬（赤馬、栗馬、白馬）が登場し、二つ目の節では4色の馬（赤馬、黒馬、白馬、まだら馬）が戦車を曳く。この戦車の行き先については「これらは全地の主の前に現れて後、天の四方に出て行くもの」とされ、地を巡り平穏を維持すると記述される。

#### キリスト教

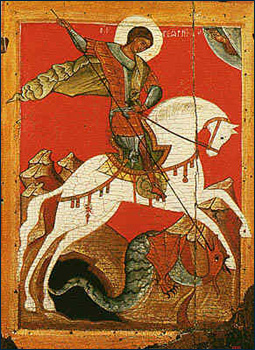
15世紀に描かれた聖ゲオルギウスのイコン。

新約聖書では、ヨハネの黙示録の四騎士で白馬についてと、と青白い馬の記載がある。白馬は支配者である騎手を、青白い馬は死の騎手を乗せていた。青白い馬に関しては、ギリシャ語のchloros（クロロス、緑）がpale（ペール、青白い）と訳されたもので、翻訳者によっては、病的な緑、または、白よりもむしろ灰色とされた。ヨハネの黙示録の後半では、キリストが白馬に乗り、地上に捌きを下す天の軍勢を後ろにして、天より現れている。
白馬と関連している聖人が二人ほど存在する。スペインの守護聖人で知られる聖ヤコブ（ゼベダイの子のヤコブ、イアコフ）は、争いの面では白馬にのった姿で描かれる。
聖ゲオルギオス （ジェオルジオ、ゲオルギイ）は騎手の守護聖人であり、白馬に乗った姿で描かれる。オセチアにおいて、Uastyrdzhiは戦士と太陽をモチーフとして白馬と共に描かれていたが、キリスト教化ののちにゲオルギウスと同一視されるようになった。
『ゲスタ・フランコルム』（Gesta Francorum、作者不明の年代記）には第1回十字軍について、アンティオキアで戦う兵士たちはゲオルギウスと白馬の幻影を見たことで鼓舞されたとの内容が、次のように記述されている。『There came out from the mountains, also, countless armies with white horses, whose standards were all white. And so, when our leaders saw this army, they ... recognized the aid of Christ, whose leaders were St. George, Mercurius, and Demetrius.』

#### イスラーム教
イスラーム文化では、アル・ブラク（単にブラクとも）と呼ばれる白馬が夜の旅（イスラー・ワル・ミーラージュ）を通してムハンマドを天国へ運んだと伝えられる。
アル・ブラクはアブラハムが妻のハガルと息子のイシュマエルを訪ねたときに使われたとも言われる。伝承によれば、アブラハムがシリアで妻であるサラと暮らしていたが、朝にはブラクが彼をメッカの家族と会うように乗せていき、その夜にはシリアの妻の元へ送り返したとされる。アル・ブラクはアラビア語で稲妻を意味する。アル・ブラクはコーランに記述されておらず、いくつかのハディースに記述されている。

### アジア東部

#### 朝鮮半島
朝鮮神話では、新羅建国の物語に巨大な白馬が登場する。
人々が集まって王を求めて祈っていたとき、稲妻の電光から白馬が現れ、輝く卵に跪いた。白馬が天に飛び去った後に卵から生まれた少年こそ赫居世居西干で、のちに彼は6つの村を纏め上げ、新羅を建国したとされる。

#### フィリピン
パンガントゥカンの街では、竹を倒すことで敵の接近を知らせ、古代の民を虐殺から救ったとされる白い牡馬がシンボルとなっている。

#### ベトナム
11世紀以来、ベトナム歴代王朝の都だったハノイでは、街を守護する白馬とその寺院（白馬寺）が崇敬されている。11世紀、李朝大越国の初代皇帝・李公蘊は、どこに砦を建設するかについて、その場所を示す白馬の幻影を見たとされる。

### アメリカ先住民族
ブラックフット族の神話では、雪の神格であるAisoyimstanは白馬に乗った白い服の白い男だとされている。

## 文学と芸術

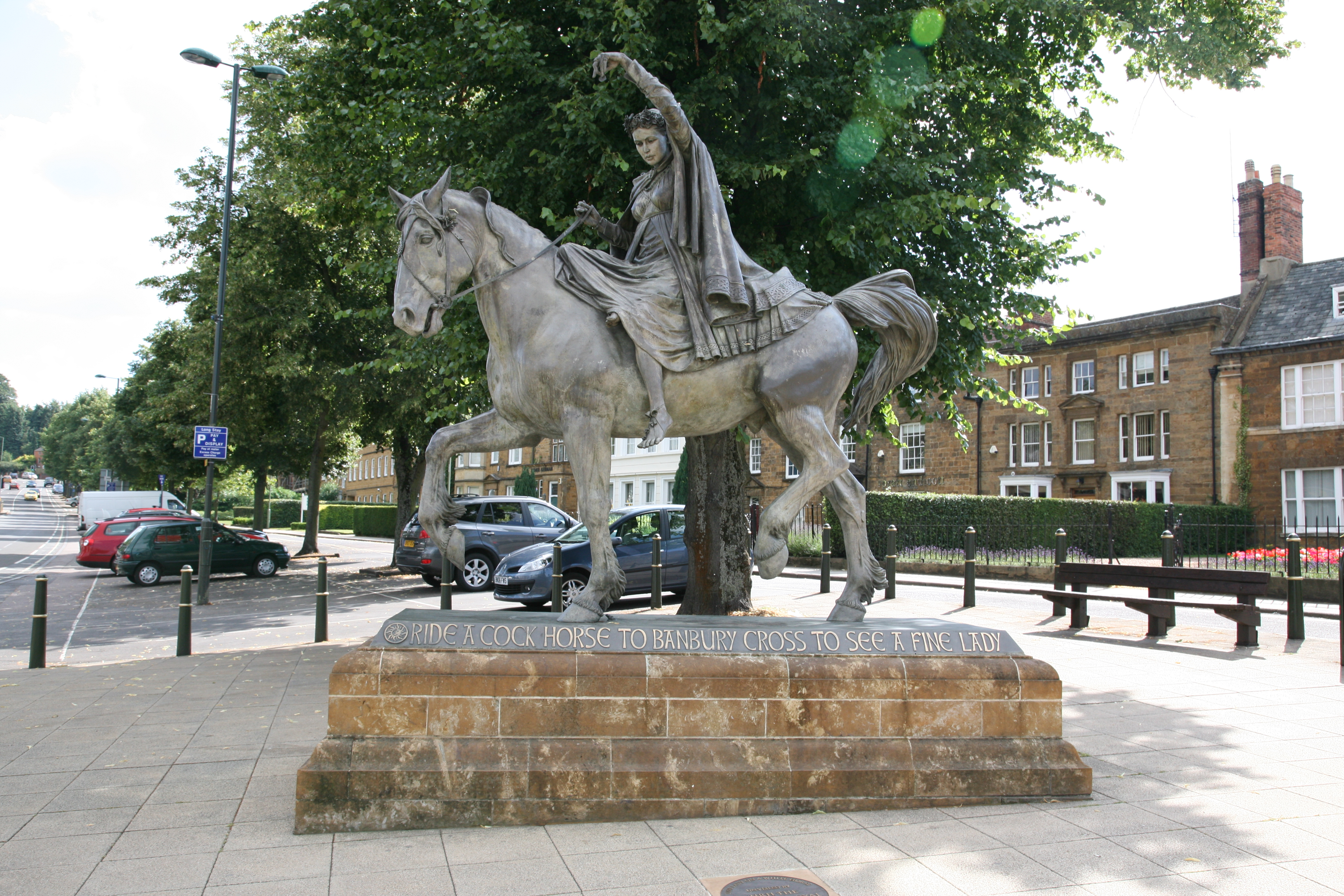
バンベリークロスにある「白馬に乗った貴婦人」の像

神話的なシンボルとしての白馬は、文学や映画など、さまざまな物語で比喩として用いられた。
例として、白馬の王子や白馬の騎士などがあげられる。
ユニコーンは一本角が生えた、白馬のような生き物であるし、イギリスの童謡の『木馬に乗ってバンベリークロスへ』(Ride a cock horse to Banbury Cross)で述べられる、「白馬に乗った貴婦人」はケルトの女神であるリアンノンのことだとも言われる。
白い（パルフレイとも呼ばれる女性用の）乗用馬は、アンドルー・ラングによる『むらさきいろの童話集』の『まほう使いウェルギリウス』(Virgilius the Sorcerer)による童話に見ることが出来る。
イギリスの作家のギルバート・ケイス・チェスタートンは 『Ballad of the White Horse.』という叙事詩集を書いた。 1巻である『The Vision of the King』では白馬のヒルフィギュアと神について、次のように記述している。
Before the gods that made the gods
Had seen their sunrise pass,

The White Horse of the White Horse Vale

Was cut out of the grass.
イプセンによるロスメルスホルムでは、北欧神話を元に、死の前兆として白馬を扱い、主題とした。